# Удар под кръста
Удар под кръста (на испански: Golpe bajo) е мексиканска теленовела, създадена от Витория Саратини, базирана на идея от Бернардо Ромеро Перейро и Химена Ромеро Енрикес, продуцирана от Хосе Рендон и Рафаел Гутиерес за ТВ Ацтека през 2000-2001 г.
В главните роли са Лусия Мендес и Хавиер Гомес, а в отрицателните – Рохелио Гера, Салвадор Пинеда, Алехандра Малдонадо и Ана Лаура Еспиноса. Специално участие вземат Серхио Клайнер, Мария Исабел, Роберто Бландон, Химена Рубио и Уенди де лос Кобос.

## Сюжет
Историята разказва за брака на Силвана и Андрес, които са женени от 20 години. Те обаче не са щастливи, защото Андрес има труден характер, тъй като не може да понесе, че съпругата му е по-интелигентна от него. В работата си той представя модните скици, които жена му създава, въпреки че никой не знае. Но когато амбицията му нараства прекомерно, за да получи повишение, Силвана се оказва все по-ангажирана с шефа на Андрес, Леонардо, и това довежда до безкрайни проблеми, с които тя трабва да се сблъска.

## Актьори
- Лусия Мендес - Силвана Бернал
- Рохелио Гера - Леонардо Прадо
- Салвадор Пинеда - Андрес Каранса
- Алехандра Малдонадо - Лаура Прадо
- Хавиер Гомес - Родриго Прадо
- Серхио Клайнер - Гонсало Монтаньо
- Маргарита Исабел - Еухения Бернал
- Уенди де лос Кобос - Флоренсия
- Хосе Сефами - Хосе
- Томас Горос - Даниел
- Марта Аура - Лупита
- Глория Пералта - Ирене
- Нубия Марти - Наталия
- Фидел Гарига - Естебан
- Химена Рубио - Джина
- Ана Лаура Еспиноса - Матилде
- Едуардо Венегас - Карлос
- Лиса Карбахал
- Ернесто Факсас - Сесар Антунес
- Хайме Вега - Алфонсо Мартинес
- Еухенио Монтесоро
- Роберто Бландон - Херман Сантос
- Адриана Лувие - Джувия